# Borgward P 100
Borgward P100 — це великий чотиридверний седан, який вперше був представлений у вересні 1959 року на Франкфуртському автосалоні та вироблявся бременським автовиробником Carl F. W. Borgward GmbH з січня 1960 року по липень 1961 року.

## Дизайн та інженерія

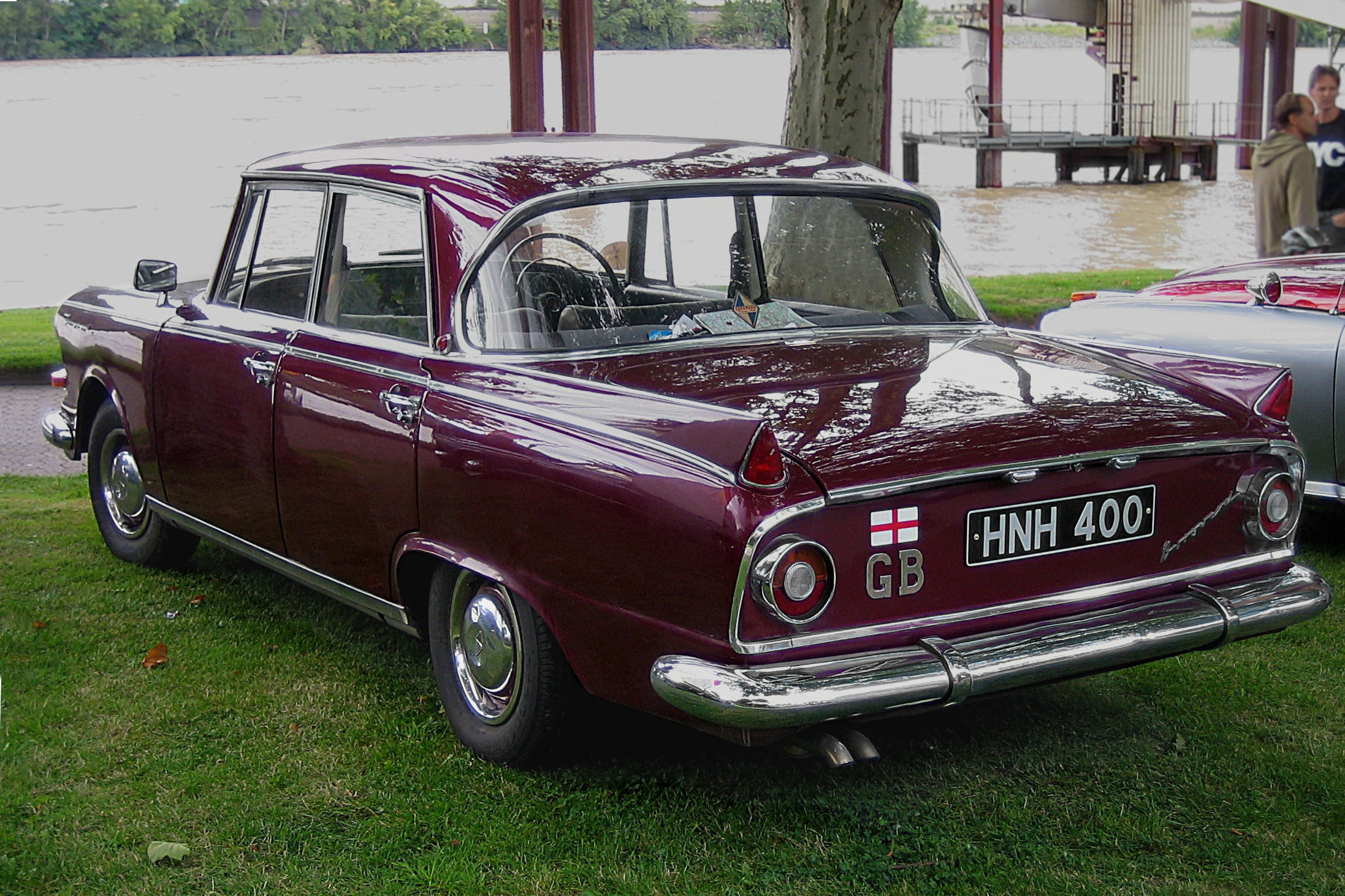
Borgward P100

У дизайні був понтон із трьома коробками, започаткований Borgward у 1949 році, але тепер заповнений до відносно незграбних кутів, що нагадує стиль, популяризований Pininfarina за допомогою таких дизайнів, як Fiat 1800, Peugeot 404 або Austin Westminster. Як і моделі Farina, P100 мав невеликі кутасті хвостові плавники.
P100 дотримувався структурного підходу існуючої Isabella, включаючи цілісне шасі.
Рядний шестициліндровий двигун об’ємом 2240 см3 походить від того, що встановлювався на попередні шестициліндрові седани Borgward, останнім з яких був Borgward Hansa 2400 Pullman. Оголошені показники продуктивності включали вихідну потужність 100 к.с. (75 кВт) і максимальну швидкість близько 100 миль/год (161 км/год).
Сучасні рекламні матеріали підкреслювали революційну пневматичну підвіску автомобіля з самовирівнюванням.

## Продажі
P100 конкурував у секторі шестициліндрових седанів, де в 1950-х роках дедалі більше домінував Mercedes-Benz, чия модель 220SE також отримала сучасну точену форму кузова в 1960 році. Попередні шестициліндрові седани Borgward досягли лише обмеженого проникнення на ринок, і перші повідомлення про те, що P100 підтверджував репутацію Borgward щодо представлення нових моделей. через проблеми з прорізуванням зубів припустив, що, незважаючи на його технічно авантюрну підвіску та сучасний стиль, P100 може важко конкурувати з хорошою репутацією Штутгарта у виробництві надійних седанів. Незважаючи на це, протягом дев’ятнадцяти місяців виробництва P100 випустив понад 2500 автомобілів, що дає змогу перевершити попередні шестициліндрові Borgwards на ринку. Банкрутство підприємства в серпні 1961 року призвело до припинення виробництва P100, хоча завод таки закінчив ще 47 автомобілів протягом кількох днів після банкрутства.
Виробнича лінія була продана та відправлена до Мексики Grupo Industrial Ramirez у Монтерреї, Нідерланди, де між 1967 і 1970 роками було вироблено понад 2000 додаткових P100.